# アシュリー・ウェストウッド
アシュリー・ロイ・ウェストウッド（Ashley Roy Westwood, 1990年4月1日 - ）は、イングランド出身のサッカー選手。MLS・シャーロットFC所属。ポジションはミッドフィールダー。

## 経歴

### クルー・アレクサンドラ
イングランド東部の町、ナントウィッチで生まれる。クルー・アレクサンドラFCのユースでプレーした後、2008年4月にプロ契約を結んだ。その後、故郷のクラブナントウィッチ・タウンFCにレンタルされ、1年間ノーザンプレミアリーグ・プレミアディヴィジョン（7部相当）でプレーした。
次のシーズンはレンタル元に戻り、38試合に出場して6ゴールをあげるなど活躍を見せたことで、12月には新たな2年契約を勝ち取るとともに、クラブ最優秀選手に選ばれた。
次の2010-11シーズンではさらに出場数を伸ばし、46試合に出場するとともに、6ゴールをあげた。次のシーズンも47試合に出場した。
2012年夏には監督からキャプテンに任命された。しかし、そのシーズンにはプレミアリーグに属するスウォンジー・シティAFCへの移籍が噂されるようになった。結局、移籍金に折り合いがつかず破談に終わると、夏の移籍期限最終日に同じくプレミアリーグのアストン・ヴィラFCへの移籍が発表された。4年契約で、移籍金は200万ユーロ程度とされている。

### アストン・ヴィラ
2012-13シーズン、9月15日のプレミアリーグのスウォンジー・シティFC戦の後半にスティーヴン・アイルランドとの交代で初出場を果たした。11月3日にはサンダーランドAFC戦でリーグ戦初先発を果たし、1-0での勝利に貢献し、バリー・バナンと共にプレーを賞賛された。2013年7月15日には2017年夏まで契約を延長した。
2013年11月25日にはアウェイでのウェスト・ブロムウィッチ・アルビオンFC戦で後半31分に初得点を決めた。2014年3月29日にはマンチェスター・ユナイテッドFC相手に、5月3日にはハル・シティAFC相手に得点を決め、2013-14シーズンは37試合に出場し3得点という好成績を残した。
2015年8月12日には新たに5年契約を結んだ。

### バーンリー
2017年1月31日、プレミアリーグのバーンリーFCへ3年契約で移籍した。

### シャーロット
2023年1月7日、シャーロットFCに移籍した。

## 個人成績
| クラブ   | クラブ                 | クラブ         | リーグ | リーグ | カップ | カップ | リーグカップ | リーグカップ | 他   | 他   | 計   | 計   |
| シーズン | クラブ                 | カテゴリ       | 出場   | 得点   | 出場   | 得点   | 出場         | 得点         | 出場 | 得点 | 出場 | 得点 |
| -------- | ---------------------- | -------------- | ------ | ------ | ------ | ------ | ------------ | ------------ | ---- | ---- | ---- | ---- |
| 2008–09  | クルー・アレクサンドラ | リーグ1（3部） | 2      | 0      | 0      | 0      | 0            | 0            | 0    | 0    | 2    | 0    |
| 2009–10  | クルー・アレクサンドラ | リーグ2（4部） | 36     | 6      | 1      | 0      | 1            | 0            | 0    | 0    | 38   | 6    |
| 2010–11  | クルー・アレクサンドラ | リーグ2（4部） | 41     | 5      | 1      | 1      | 2            | 0            | 2    | 0    | 46   | 6    |
| 2011–12  | クルー・アレクサンドラ | リーグ2（4部） | 41     | 3      | 1      | 0      | 0            | 0            | 5    | 0    | 47   | 3    |
| 2012–13  | クルー・アレクサンドラ | リーグ1（3部） | 3      | 0      | 0      | 0      | 2            | 0            | 0    | 0    | 5    | 0    |
| 2012–13  | アストン・ヴィラ       | プレミアリーグ | 30     | 0      | 1      | 0      | 0            | 0            | 0    | 0    | 31   | 0    |
| 2013–14  | アストン・ヴィラ       | プレミアリーグ | 35     | 3      | 1      | 0      | 1            | 0            | 0    | 0    | 37   | 3    |
| 2014–15  | アストン・ヴィラ       | プレミアリーグ | 27     | 0      | 4      | 0      | 1            | 0            | 0    | 0    | 32   | 0    |
| 2015–16  | アストン・ヴィラ       | プレミアリーグ | 9      | 0      | 0      | 0      | 0            | 0            | 0    | 0    | 9    | 0    |
| 総計     | 総計                   | 総計           | 224    | 17     | 9      | 1      | 7            | 0            | 7    | 0    | 247  | 18   |